# Медаль «За оборону Тешинской Силезии»
Памятная медаль «За оборону Тешинской Силезии» (пол. Medal Pamiątkowy za Obronę Śląska Cieszyńskiego) — польская награда, вручаемая с 1919 года участникам обороны Тешинской Силезии во время Польско-чехословацкой войны.

## История
Постановлениями от 2 февраля и 2 октября 1919 года «в целях увековечения памяти об обороне земли Пястов учреждались награда для тех, кто своей отвагой, доблестью, умом и упорством внёс вклад в защиту Родины, находившийся в опасности», Национальный совет Тешинского герцогства учредил знаки «За оборону Силезии»:
- Памятная медаль «За оборону Тешинской Силезии»
- Крест «За оборону Тешинской Силезии» 1-й и 2-й степени.

Медаль изготовилась из матовой бронзы и покрывалась серебром. На аверсе изображалась башня Пястов на холме, вокруг неё лавровый венок, а над ней надпись «Za obronę Śląska 1919».
Памятной медалью «За оборону Тешинской Силезии» награждались все мобилизованные служащие вооруженных сил, ополчения, пограничники и гражданские лица, принимавшие активное участие в обороне Силезии как на поле боя, так и на госслужбе, а также в общественной жизни.
К каждому кресту и медали прилагалось удостоверение, содержащее информацию о личности награждённого и текущий номер вручённого значка.
Помимо крестов и медалей отдельно вручалась наградная грамота.